# Notemigonus
Notemigonus is een monotypisch geslacht van straalvinnige vissen uit de familie van karpers (Cyprinidae) en behoort derhalve tot de orde van karperachtigen (Cypriniformes).

## Soort
- Notemigonus crysoleucas (Mitchill, 1814)